# De 10 yen van Midori
De 10 yen van Midori is een hoorspel van Shuntaro Tanikawa. Die 10-Yen-Münze werd op 11 mei 1966 door de Hessischer Rundfunk uitgezonden. Ina de Jong-Wierda vertaalde het en de TROS zond het uit op woensdag 12 december 1975, van 23:00 uur tot 23:30 uur. De regisseur was Harry Bronk.

## Rolbezetting
- Barbara Hoffman (Midori)
- Willy Ruys (man op middelbare leeftijd)
- Lou Landré (jongeman)
- Bert Dijkstra (Kentaro Oishi)
- Tonny Foletta (onbekende)
- Harry Bronk (antiquaar)
- Floor Koen (treinconducteur)
- Irene Poorter (serveerster)

## Inhoud
In Japan woont een meisje. Ze heet Midori. Hoe oud ze is? Zo ongeveer 1000 weken zal ze zijn, misschien iets meer, misschien iets minder. Op een mooie zondag wandelt ze vrolijk door de stad. Ze kijkt naar de wolken en ze neuriet wat voor zich uit. In haar zak heeft ze haar kapitaal: een muntje van 10 yen. Wat zal ze ermee gaan doen? Een ijsje eten? “Dat is zo saai.” vindt ze. Zal ze Mariko gaan opbellen? Mariko is haar vriendin. Met Midori’s voornemen om Mariko te gaan opbellen, begint het eigenlijke verhaal, het sprookje veeleer, waarin achter een poëtisch en fijnzinnig gebeuren een diepgaande en brede symboliek waarneembaar is…